# Renpit
Renpit is in de Egyptische mythologie een godin die als personificatie stond voor de eeuwigheid maar ook voor de goddelijke en koninklijke jaartelling. Haar naam is afgeleid van het hiëroglief Renep (Code M4 van de Gardinerlijst).

## Afbeelding
De godin wordt knielend afgebeeld tussen twee palmtakken met inkepingen. Onderaan de palmtakken is vaak een Sjenring en twee cobra's te zien. De shenring staat voor de eeuwigheid en de cobra voor het getal miljoen.

## Religieuze rol
Zij werd met de oergod Thot uit Memphis geassocieerd, alsook met de god Hoe. Deze iconografie staat symbool voor het concept 'tijd'.